# 四子王旗乌兰牧场
四子王旗乌兰牧场，是中国内蒙古自治区乌兰察布市四子王旗下辖的一个乡镇级行政单位。

## 行政区划
四子王旗乌兰牧场共辖以下地区：
乌兰嘎查虚拟牧委会。